# Jakub Jabłoński (toksykolog)
Jakub Jabłoński (ur. 9 maja 1954 w Warszawie, zm. 10 września 2013) – polski specjalista w zakresie toksykologii, doktor habilitowany nauk farmaceutycznych w zakresie farmacji, adiunkt w Zakładzie Toksykologii Uniwersytetu Medycznego w Białymstoku (UMB).

## Życiorys
Po ukończeniu studiów na kierunku analityka medyczna na Wydziale Farmaceutycznym Akademii Medycznej w Białymstoku, podjął w 1983 pracę w Zakładzie Toksykologii na tejże uczelni. W 1988 uzyskał doktorat z zakresu nauk medycznych, a w 2002 stopień doktora habilitowanego nauk farmaceutycznych. W zakres jego zainteresowań naukowych wchodziła głównie toksykologia w tym związki azotu i rozpuszczalników organicznych. 
W 2009, między styczniem a marcem, piastował obowiązki kierownika Zakładu Toksykologii Uniwersytetu Medycznego w Białymstoku, a następnie w latach 2009–2012 obowiązki prodziekana Wydziału Farmaceutycznego z Oddziałem Medycyny Laboratoryjnej na tejże uczelni. Był przewodniczącym Białostockiego Oddziału Polskiego Towarzystwa Toksykologicznego.
Pochowany 17 września tego samego roku na Cmentarzu Miejskim w Karakulach.

## Odznaczenia
- Srebrny Krzyż Zasługi (2004)[1]